# Amblyrhynchichthys micracanthus
Amblyrhynchichthys micracanthus — вид риб родини коропових. Тіло сягає 19,6 см завдовжки. Населяє прісні водойми Індокитаю (басейни річок Меконг, Чаопхрая тощо).